# Rafał Sekel

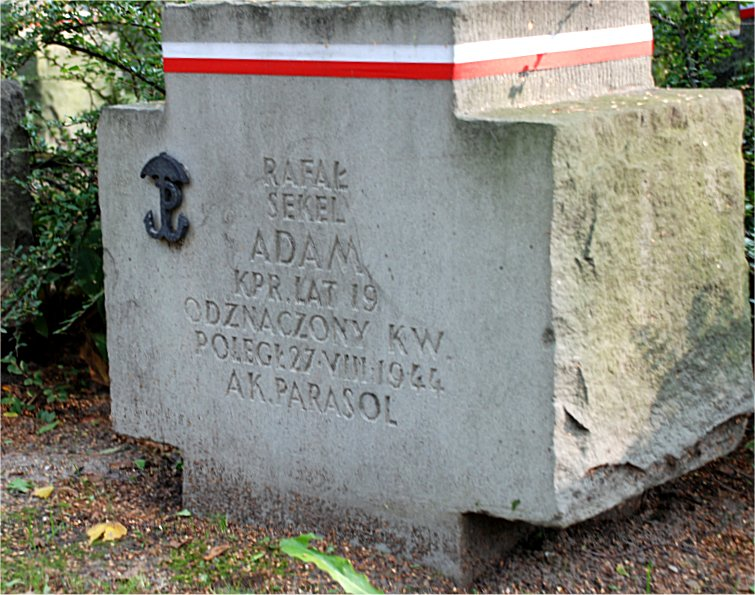
Grób na Powązkach Wojskowych

Rafał Sekel ps. Adam (ur. 25 sierpnia 1925 w Warszawie, zm. 27 sierpnia 1944 tamże) – kapral, powstaniec warszawski w 1. kompanii batalionu „Parasol” Zgrupowania „Radosław” Armii Krajowej. Syn Mariana.
Uczestnik powstania warszawskiego – walczył na Woli i Starym Mieście. Poległ 27 sierpnia w obronie Pałacu Krasińskich. Miał 19 lat. Wraz z nim zginęli tego dnia Zdzisław Sadowski i Marian Buczyński. Rafał Sekel został pochowany w kwaterach żołnierzy i sanitariuszek batalionu „Parasol” na Wojskowych Powązkach w Warszawie (kwatera A24-9-10).
Odznaczony Krzyżem Walecznych.